# Tkibuli
Tkibuli (gruzínsky: ტყიბული) je město ležící na severu gruzínského regionu Imeretie poblíž hranic s regionem Rača. Město se nachází v hornaté krajině mezi dvěma vodními nádržemi na úpatí hory Nakerala. V roce 2014 v něm žilo 9 770 obyvatel.
Město je známé především pro těžební průmysl, který v něm je (byl) koncentrován. V okolí Tkibuli se nachází celkem devět uhelných dolů, těžba se však v současnosti provádí pouze v jednom jediném. V horských stráních okolo Tkibuli se daří čajovníkům (např. Černý čaj Tkibuli) a zdejší čaj se prodává jak na gruzínském trhu, tak v zahraničí.
Tkibuli v posledních letech značně trpělo špatnou hospodářskou situací celého státu. Z kdysi prosperujícího hornického města se v 90. letech stalo chudé městečko, z kterého odešla takřka polovina jeho obyvatel. Ti, co zůstali, jsou v současnosti většinou nezaměstnaní, ačkoliv toto město svůj hospodářský potenciál nijak neztratilo.